# Alfombra persa
La alfombra persa es un elemento esencial del arte y de la cultura persas, cuya confección se ha convertido en un arte. El tejido de alfombras es, sin lugar a dudas, una de las más elevadas manifestaciones de la cultura y del arte persas, que se remontan a la Edad del Bronce.
El lujo al que se asocian las alfombras persas forma un sorprendente contraste con sus modestos inicios entre las tribus nómadas de Persia. La alfombra era un bien necesario para protegerse del rudo invierno. Posteriormente, se convirtió en una vía de expresión artística por la libertad que conlleva principalmente la elección de colores vivos y de los motivos empleados. Los secretos de fabricación han pasado de generación en generación. Los artesanos utilizaban los insectos, las plantas, las raíces, las cortezas y otros temas como fuente de inspiración. 
A partir del siglo XVI, la fabricación de alfombras se desarrolló hasta convertirse en un arte de pleno derecho.

## Historia

### Primeras alfombras
Con el tiempo, los materiales usados en la alfombra, como la lana, la seda o el algodón, se degradan. Por esto, los arqueólogos no han podido realizar descubrimientos interesantes sobre los restos más antiguos.
Sin embargo, en una única excavación, llevada a cabo en 1949, se descubrió una excepcional alfombra Pazyryk en medio de los hielos del valle Pazyryk, en los montes Altái en Siberia. Se encontró en la tumba de un príncipe escita descubierta por un grupo de arqueólogos rusos bajo la supervisión de Sergei Ivanovich Rudenko. Las pruebas de carbono 14 demuestran que la alfombra Pazyryk se tejió en el siglo V a. C.. Mide 1,83 metros de ancho por 2 metros de largo y tiene 3.600 nudos simétricos por decímetro cuadrado. La avanzada técnica de tejido usada en esta alfombra demuestra una clara experiencia en el dominio de este arte. La mayoría de expertos cree que la alfombra Pazyryk es el resultado de una larga evolución de la técnica de fabricación de alfombras de al menos un milenio. Según esta teoría, la aparición de la técnica de tejido de alfombras dataría de al menos 3500 años.

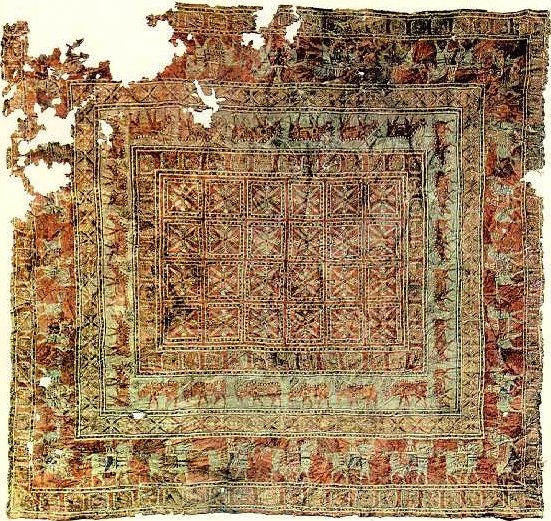
Alfombra de Pazyryk,s. V a. C. Descubierta en Pazyryk, Siberia.

Pero todo lo que queda como vestigio del tejido de alfombras en los tiempos antiguos se limita a algunos trozos de alfombras mal conservados. Estos fragmentos no son muy útiles para reconocer las características de las técnicas de tejido de alfombras del periodo pre-selyúcida (s. XI-XII) en Persia. No obstante, existen menciones escritas de la existencia de alfombras en Asia occidental durante la época preislámica, pero es imposible saber si eran de nudos o tejidas. Algunos fragmentos de alfombras de nudos proceden de la época sasánida, y fueron descubiertos en Shahr-e Qumis.
Las más viejas piezas descubiertas son las que se encontraron en el este del Turquestán, y datan de los siglos III al V de la era cristiana, así como algunos tejidos a mano de los Selyúcidas de Asia menor, expuestos en la mezquita Ala'edin en Konya y en la mezquita Ashrafoghlu en Beyshehir (Turquía). Estas piezas atrajeron la atención de los investigadores a inicios del siglo pasado, y se conservan en el museo de las artes turcas e islámicas de Estambul y en el museo Molana en Konya.

### Llegada a Europa
Según Kurt Erdmann, las alfombras de Oriente no se importaron a Europa antes del siglo XIII. En efecto, en los cuadros de Giotto (1266-1337) aparecen alfombras presumiblemente de origen persa; posiblemente fue el primero en representarlas, seguido de Van Eyck (v. 1390 - 1441), Mantegna (1435-1506), Van Dyck (1599-1641) y Rubens (1577-1640). Las alfombras que adquirían los europeos eran demasiado valiosas para ponerlas en el suelo, tal como se hacía en Oriente. Los términos usados en los inventarios venecianos muestran que las alfombras se ponían sobre mesas (tapedi da desco, tapedi da tavola) o arcones que servían de asiento (tapedi da cassa); las pinturas europeas confirman estos usos (véase el Retrato de un senador de L. Bassano).

### Nacimiento de la industria de la alfombra en Persia
Se han conservado muchas alfombras (entre 1.500 y 2.000) del periodo safávida, pero la datación y el establecimiento de la procedencia de estas alfombras es muy difícil. Aún se conservan muchas más de las eras Kayar y Pahlaví. Las inscripciones (véase aquí) son una valiosa indicación para determinar los artesanos, los lugares de fabricación, los que hacían el encargo, etc. Además, una vez que se ha fabricado una alfombra y permanece en un lugar determinado, permite identificar otras piezas relacionadas.
Los especialistas aceptan generalmente que fueron los Safávidas quienes hicieron evolucionar la producción artesanal de alfombras asegurada por las tribus nómadas al estado de «industria nacional», cuyos productos se exportaban a la India, al Imperio otomano y a Europa. La exportación de alfombras a Europa (a veces a través de la colonia portuguesa de Goa) y al imperio Mogol (donde las alfombras persas estimularon la producción local) fue un negocio floreciente en el periodo safávida. Algunas alfombras safávidas fueron transportadas por la Compañía Holandesa de las Indias Orientales a Batavia, Ceilán, Malasia y Kochi, así como a la misma Holanda. Se hicieron algunos pedidos europeos a Persia para la confección de alfombras especiales: por ejemplo, el grupo de las «alfombras polacas» fue tejido sin duda alguna en Isfahán, pero algunas llevan el escudo de Polonia.
A partir de relatos de viajeros y otras fuentes textuales, parece que existían talleres de alfombras reales en Isfahán, Kashan y Kermán. Estos talleres producían alfombras para los palacios y mezquitas del Sah y también para ser ofrecidas a los monarcas vecinos o a los dignatarios extranjeros, e incluso se realizaban piezas bajo pedido de la nobleza u otros ciudadanos. Quien hacía el encargo, aportaba capital en forma de materias primas y pagaba un salario a los artesanos mientras duraba el trabajo.
El rápido desarrollo de la industria de la alfombra en Persia en la época safávida parece deberse a la inclinación de los soberanos hacia este artesanado. Ismael I, el Sah Tahmasp y el Sah Abás el Grande son conocidos por haberse interesado personalmente por la producción de alfombras. También se supone que los dos últimos soberanos citados estaban implicados personalmente en la producción de alfombras, particularmente en el diseño de los motivos. Durante su reinado, la producción de alfombras persas fue la más importante de toda la época safávida.
Aunque los Safávidas transformaron la fabricación de alfombras en producción nacional, las tribus nómadas y los pequeños talleres urbanos continuaron produciendo alfombras persas, incluso después de la invasión afgana de 1722, que puso fin a la dinastía — y, por tanto, a su mecenazgo a favor de la producción de alfombras. Sin embargo, está demostrado que Nadir Shah y Karim Khân Zand mandaron realizar alfombras en el sur de Persia, reanudando relaciones con el mecenazgo real. Cierto es que con la instauración de la dinastía Qajar en (1797) la producción de alfombras floreció de nuevo, fomentada sobre todo por la demanda local. La exportación quedó un poco desperdigada hasta que una confluencia de factores provocó un rápido crecimiento de las exportaciones. En efecto, a principios de la segunda mitad del s. XIX, la pebrina alcanzó Persia y causó una fuerte disminución de la producción de seda, que hasta ese momento era una importante exportación del país. Paralelamente, una fuerte demanda europea de alfombras de Oriente como resultado de la exposición de Viena en 1873, además de la aparición de una clase media importante en Gran Bretaña, abrió un mercado importante en Persia, que buscaba un producto alternativo a la seda para la exportación. A partir del final de los años 1870, Persia empieza a exportar masivamente a Gran Bretaña (dos compañías inglesas, Messrs. Ziegler & Co. y Hotz & Co. fundan manufacturas en Irán), a Francia (un comprador de los Grandes Almacenes del Louvre se provee anualmente) y a los Estados Unidos.
Desgraciadamente, el fin del periodo Qajar viene marcado por una paradoja. Por un lado, se producen alfombras de lujosa seda, igualando las del siglo XVII. Por otro, la calidad general de las alfombras se deteriora tras la introducción de colorantes sintéticos en Persia, prohibidos por el gobierno en 1877.

### Producción contemporánea
Las dos guerras mundiales representan un periodo de declive para las alfombras persas. La producción se reanuda después de 1948, y desemboca en lujosísimas alfombras gracias al mecenazgo de los Pahlevi. En 1949, el gobierno iraní organiza una conferencia en Teherán para remediar los problemas de descenso de la calidad de las alfombras, constatados desde hacía más de sesenta años (uso de anilina y de colorantes al cromo, descenso de la calidad de los diseños, uso del nudo jofti). A raíz de esta conferencia, el gobierno tomó una serie de medidas que condujeron a una renovación de la alfombra persa.
Tras la revolución islámica la producción de alfombras persas disminuyó extraordinariamente ya que el nuevo régimen consideraba las alfombras como un « tesoro nacional » y rechazó su exportación a Occidente. Esta política se abandonó en 1984, habida cuenta de la importancia de las alfombras como fuente de ingresos. Las exportaciones conocieron un nuevo desarrollo a finales de los años 1980 y de la guerra Irán-Irak. Entre marzo y agosto de 1986 triplicaron su valor (de 35 millones de dólares USA a 110 millones) y doblaron su peso (de 1154 toneladas a 2845), lo cual contribuyó a una bajada mundial en el precio de las alfombras. 
Hoy en día, las técnicas tradicionales de tejido están bien vivas, a pesar de que lo esencial de la producción de alfombras se ha mecanizado. Las alfombras tradicionales tejidas a mano se compran en el mundo entero y generalmente son mucho más caras que las confeccionadas a máquina. En el museo de la alfombra de Irán, en Teherán, pueden admirarse muchas piezas selectas de alfombras persas. 
En la actualidad en Irán se han estado desarrollando piezas que provienen de los ya tradicionales gabbeh, de largo pelo y diseños abstractos realizados por tribus nómadas los cuales utilizan sus experiencias y aventuras para realizar los diseños de sus tapetes. Los tapetes Amaleh son una versión moderna de estos tapetes, con un mayor número de nudos lo que da como resultado tapetes más finos con diseños más simples y modernos. Kashkuli la calidad más alta de este tipo de tapetes con un gran número de nudos.

## Fabricación

### El telar y las herramientas

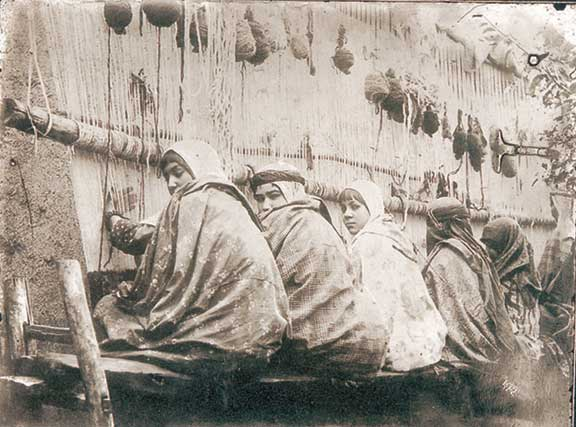
Mujeres tejiendo una alfombra en un telar vertical (hacia 1890).

Hay cuatro tipos de telares: el telar horizontal, el telar vertical fijo, el telar vertical de tipo Tabriz y el telar vertical de enjullos rodantes.
- El telar horizontal es el más primitivo de los cuatro. En la actualidad sólo lo utilizan los nómadas. Consiste simplemente en dos varas de madera entre las cuales se tienden los hilos de lana en sentido longitudinal. Durante el trabajo, los hilos de la urdimbre se mantienen tensos gracias a dos postes atados a las extremidades de cada vara y clavados en el suelo. Este telar es fácilmente transportable cuando la tribu se desplaza.

- El telar vertical fijo, empleado casi exclusivamente en los centros de producción de menor importancia, es también un modelo rústico. Se trata de un marco vertical cuyos travesaños soportan las extremidades de dos varas redondas y paralelas llamadas enjullos. Entre estos dos enjullos se fijan los hilos de la trama. El tejido empieza siempre por abajo. Durante el trabajo, el obrero está sentado en un tablón que se apoya en los barrotes de dos andamios fijados en los travesaños verticales del telar. Conforme el anudado progresa, el tablón que sirve de asiento debe elevarse al mismo tiempo que la alfombra. Este tipo de telar se usa para alfombras cuya longitud no supere la del telar, es decir tres metros.

- El telar llamado de Tabriz representa una mejora del telar vertical. Fue inventado por los artesanos de esta población. Se usa un poco en todas partes en los grandes centros de producción en Irán. En este tipo de telar, los hilos de la urdimbre se van enrollando del enjullo superior a la bobina inferior, bajo la cual pasan antes de volver hacia el enjullo superior. Este sistema presenta la ventaja de poder anudar piezas de igual longitud a dos veces la altura del telar.

- El último tipo de telar, de enjullos rodantes, representa la versión más evolucionada del telar vertical. Todo el hilo de urdimbre necesario para el anudado de la alfombra está enrollado en el enjullo superior, mientras que en la bobina inferior se enrolla la alfombra según va avanzando el trabajo. Este telar permite confeccionar alfombras de cualquier longitud.

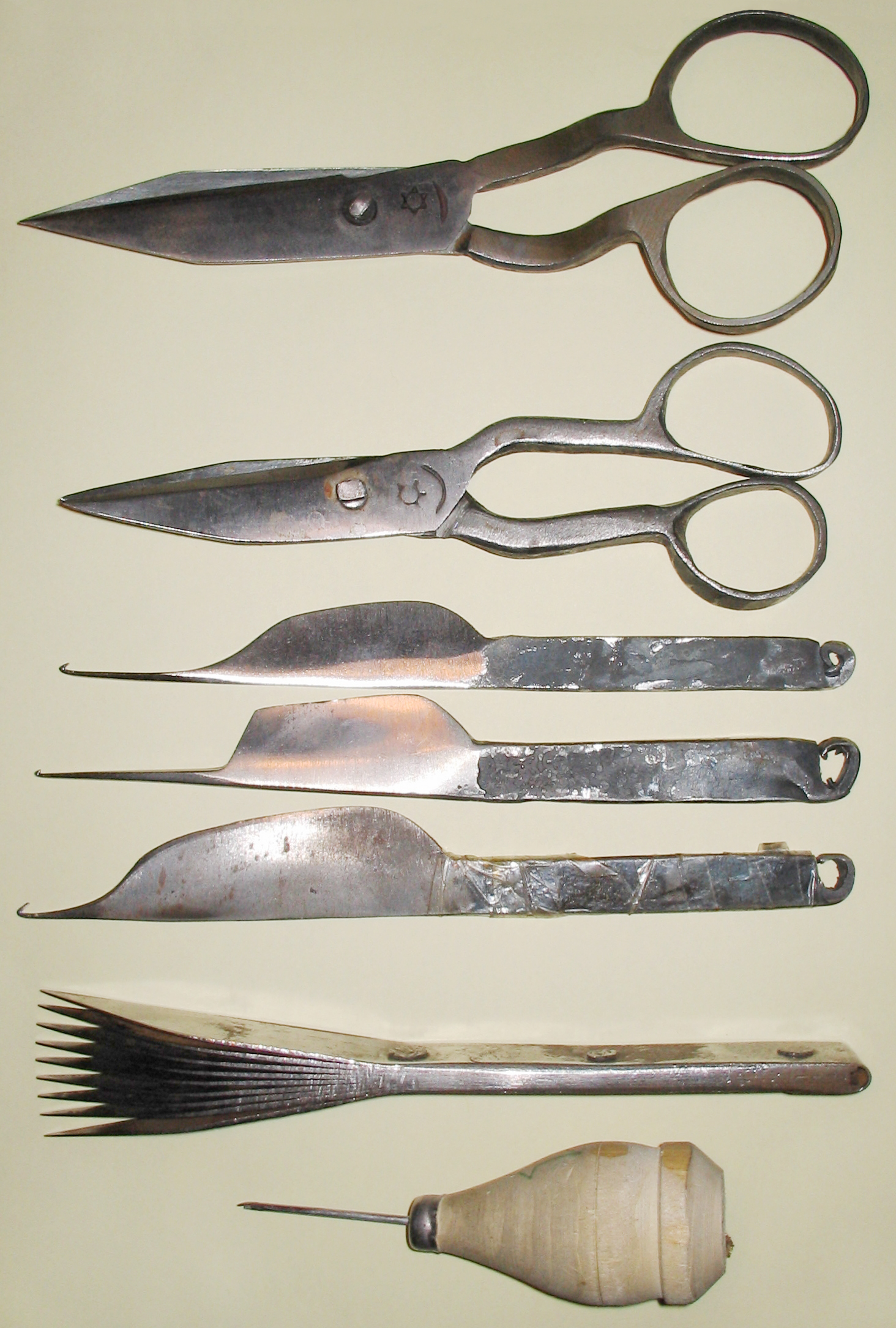
Herramientas usadas en la fabricación de alfombras. De arriba abajo: tijeras, cuchillos, peine y aguja.

Las herramientas utilizadas en la confección de una alfombra son pocas y muy simples. El cuchillo sirve para cortar las hebras del nudo; completamente de metal, a veces está dotado de un gancho que sirve para anudar (sobre todo en Tabriz). El peine o carda está hecho de varias láminas de metal cuyos extremos se separan para formar los dientes. Sirve para apretar el o los hilos de la trama contra la hilera de nudos. Las tijeras, planas y largas, se usan para repasar las hebras de la alfombra.

### Las materias primas
Los materiales necesarios para la confección de una alfombra persa son la lana, la seda y el algodón. La lana y la seda se usan sobre todo para el terciopelo de la alfombra, y raramente en la urdimbre y la trama, que normalmente son de algodón. La lana de oveja es la que más se usa, en particular la de fibra larga (extraída de las paletillas y los costados del animal). La lana de cordero es asimismo muy apreciada. Se llama kurk a la lana de buena calidad, y la peor se denomina tabachi. Las lanas más reputadas proceden del Jorasán o de las tribus luras y kurdas.
El algodón se usa exclusivamente para la urdimbre y la trama. En ciertos tipos de alfombra, como los de Qom o de Na'in, se mezcla con el terciopelo de lana un hilo de seda. En las alfombras más valiosas el terciopelo es de seda. En algunas alfombras antiguas se emplearon hilos de oro, de plata o de seda rodeados de un hilo de metal precioso. Actualmente, la urdimbre y la trama son siempre de algodón (excepto para algunas alfombras nómadas totalmente de lana), porque es más sólido y resistente y permite un mejor cuidado de la alfombra.

### Los tintes
La paleta de colores tan variada de las alfombras persas es, en gran medida, responsable de su renombre. 
La lana para teñir se coloca primero en un baño concentrado de alumbre que actúa como « mordiente ». Después, se tiñe con un baño colorante y, finalmente, se pone a secar al sol.
Antes de la aparición de los tintes sintéticos (la anilina se descubrió en 1856 y la introducción de los colorantes en Persia ocurrió a finales del siglo XIX), los tintoreros empleaban solamente tintes naturales, provenientes de sustancias vegetales. Algunos de los tintes empleados eran:
- El rojo obtenido de la raíz de la granza, que crece silvestre en una gran parte de Irán, utilizado en las alfombras de Hamadán y  de los nómadas Qashqai de Shiraz.[7][8][9][10][11]
- Las hojas del índigo daban un azul que podía ser muy oscuro, casi negro.
- Las hojas de la vid proporcionaban los amarillos, también obtenidos a partir del azafrán (color más delicado), cultivado en el Jorasán.
- El verde se obtenía mezclando azul y amarillo con sulfato de cobre.
- Los colores naturales de la lana proporcionaban los grises y el marrón, que puede obtenerse también de la cáscara de nuez.
- Se emplea la lana natural de oveja o el pelo de camello negro para el color negro, para el cual se usa también el óxido de hierro contenido en la nuez de galla que afecta a los robles.

Hoy en día, la mayoría de los tintoreros usan colorantes sintéticos (excepto entre los nómadas, que todavía usan los tintes naturales); muchos de ellos son colorantes al cromo, que tienen más ventajas que la anilina y han permitido bajar los costes.
En ciertas alfombras, y en algunos lugares o en el fondo, es posible que la tintura cambie. Este cambio de color se llama abrash, y es la prueba de que la alfombra se ha teñido con tintes vegetales.

### La urdimbre y la trama

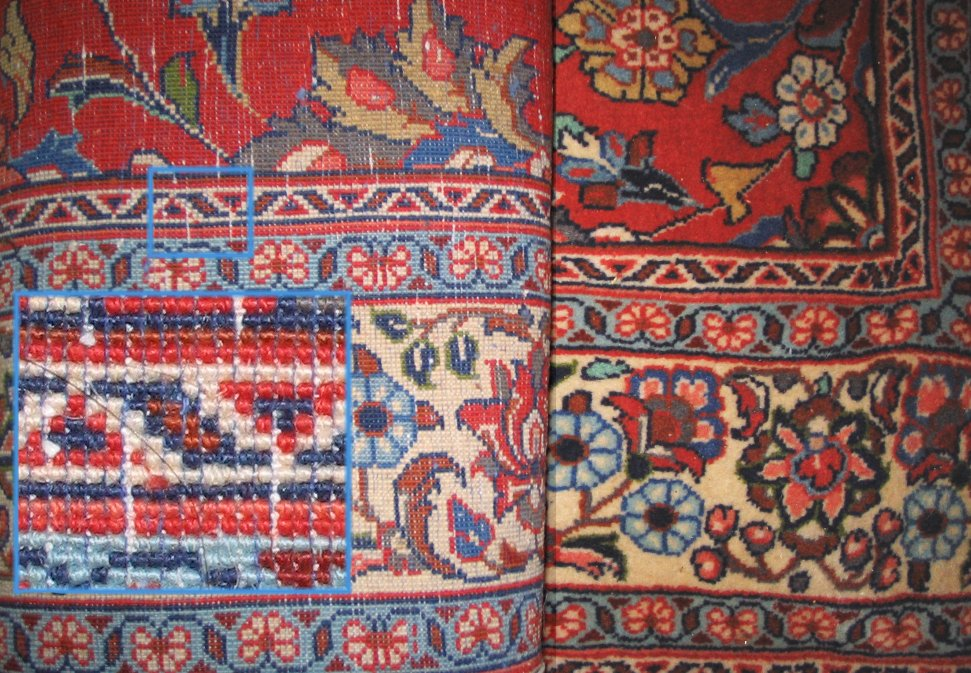
Anverso y reverso de una alfombra persa. Se aprecian los hilos de trama blancos entre los nudos.

La urdimbre es el conjunto de hilos verticales tendidos entre los dos extremos del telar. Los flecos de la alfombra son los extremos de los hilos de la urdimbre.
La trama consta de uno o más hilos transversales (generalmente dos, uno flojo y otro tenso), dispuestos entre dos hileras de nudos. La trama sirve para apretar los nudos en hileras paralelas y garantiza la solidez de la alfombra. La trama se comprime mediante un peine especial (ver imagen más arriba).

### Los nudos

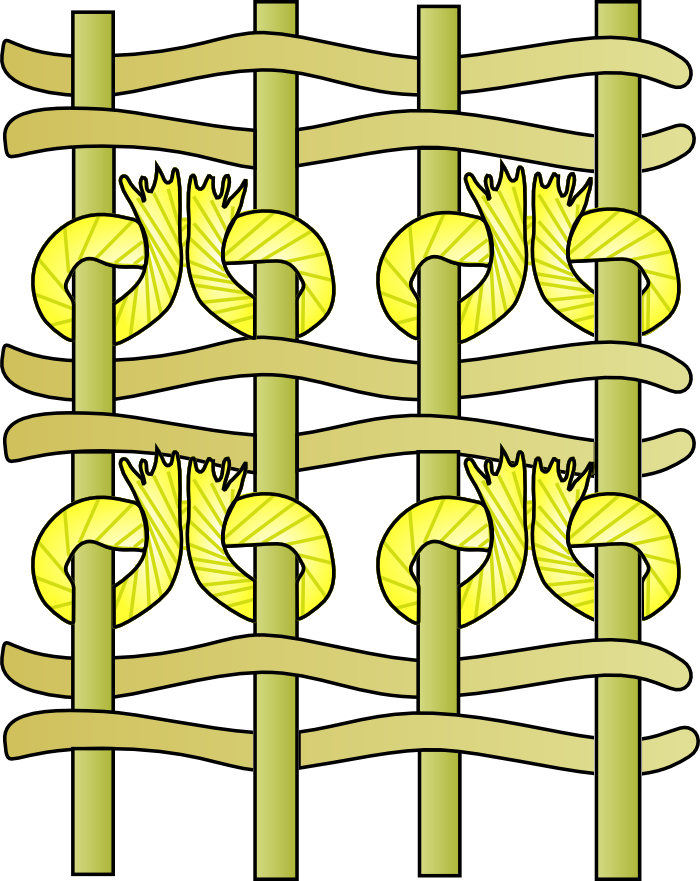
Turkbâf.

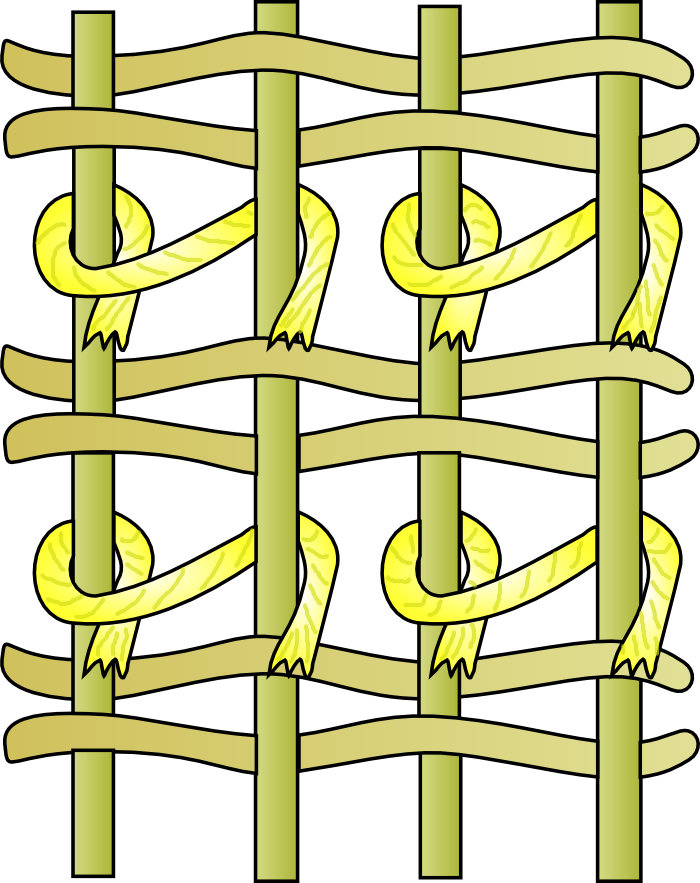
Farsbâf.

Hay dos tipos de nudos: el ghiordes o turkbâf y el senneh, o farsbâf. El turkbâf se usa principalmente en Turquía y en el Cáucaso. El farsbâf (fars significa « persa) » se utiliza sobre todo en Persia. 
- En el turkbâf, la hebra de lana se enrolla alrededor de dos hilos de la urdimbre, de manera que se forma una espiral cuyas extremidades vuelven a aparecer entre los dos hilos (ver dibujo al lado).

- En el farsbâf, la hebra de lana forma una única espiral alrededor de uno de los dos hilos de la urdimbre.

Algunos tejedores, queriendo ganar tiempo (aunque se resiente la calidad de la alfombra), anudan las hebras de lana en dos hilos de la urdimbre. Los nudos se llaman entonces turkbâf jofti o farsbâf jofti.
El artesano empieza siempre tejiendo un orillo debajo de la alfombra. El orillo es un borde apretado hecho de muchos hilos de la trama que impide que la alfombra se deshilache o que los nudos se destensen. Cuando se acaba el orillo, puede empezarse el anudado. Cada hebra de lana se anuda en dos hilos contiguos de la urdimbre. Son estas hebras de lana las que formarán el « terciopelo » de la alfombra. Cuando se termina una hilera, el tejedor pasa un hilo de la trama, una vez por delante, otra por detrás, de cada hilo de la urdimbre. Después de cada nudo, el tejedor corta la hebra de lana a unos siete cm del nudo y tira de ella hacia abajo; esto determina el « sentido » de la alfombra. En efecto, una de las características de las alfombras persas es que parecen totalmente diferentes según el ángulo de visión y la incidencia de la luz.
Cada cuatro o seis hileras, el artesano realiza un primer corte del terciopelo. Solamente cuando se acaba el anudado de la alfombra se iguala la superficie del terciopelo. Si la alfombra es de buena calidad, se cortará muy al raso. Por el contrario, se cortará más larga si la calidad del anudado es menor. 
Es la calidad del anudado la que determina la calidad y el precio de una alfombra persa. Una alfombra de calidad media contiene una densidad de nudos de 2500 nudos por decímetro cuadrado, una alfombra de baja calidad solamente 500 nudos por decímetro cuadrado. Una alfombra de excelente calidad puede contener hasta 10 000 nudos por decímetro cuadrado.

### Los tamaños
- Ghali (literalmente « alfombra »): designa las alfombras de grandes dimensiones, de más de 190x280 cm.
- Dozar o Sedjadeh: empleados indiferentemente. El nombre procede de do, « dos » y zar, una medida persa correspondiente a aproximadamente 105 cm. Estas alfombras miden unos 130-140 cm de ancho por 200-210 cm de largo.
- Ghalitcheh: Alfombra del mismo tamaño que las precedentes pero de mejor calidad.
- Kelleghi o Kelley: alfombra de formato apaisado que mide unos 150-200x300-600 cm. Esta alfombra se ubica tradicionalmente a la cabeza (kalleh significa « cabeza » en persa) de una alfombra (ghali).
- Kenareh: formato también apaisado pero más pequeño; 80-120cmx250-600 cm. Tradicionalmente se coloca a los lados (kenār significa « lado » en persa) de una alfombra más grande.
- Zaronim: corresponde a un zar y medio. O sea, estas alfombras miden unos 150 cm de largo.

## Diferencia entre alfombras turcas y alfombras persas
La diferencia entre las alfombras turcas (o de Anatolia) y las persas es con mucho una cuestión de fabricación y de tradición en el empleo de motivos decorativos.
Típicamente, una alfombra tradicional persa se anuda con un nudo asimétrico (nudo persa o senneh), mientras que la alfombra tradicional turca se anuda con uno doble simétrico (nudo turco o ghiordes). Finalmente, el proceso de « nudo simétrico » usado en la alfombra tradicional turca da la impresión de que la imagen está construida por módulos en comparación con la alfombra persa tradicional de nudo simple cuyo diseño es mucho más delicado. El estilo tradicional turco reduce también el número de nudos por metro cuadrado. Estos factores han contribuido a crear la antigua y tradicional reputación de calidad de las alfombras persas.
Actualmente es habitual ver alfombras tejidas en Turquía o Irán usando uno u otro estilo. Cuando se comparan las alfombras, la única manera de identificar el tipo de nudo usado es doblando la alfombra contra uno mismo y observar la base del nudo.

## Arquitectura de una alfombra
Como si de una obra de arquitectura se tratara, la alfombra se confecciona a partir de un plano (llamado « cartón »), que muestra la composición, la disposición de la decoración y la de los motivos. Un maestro (ostad en persa), no forzosamente tejedor pero sí quizás pintor, dibuja el cartón. El esquema de una alfombra reproduce a menudo el de una encuadernación de manuscrito; ambas artes están íntimamente ligadas ya que sus diseñadores son muchas veces los mismos pintores.
Se distinguen dos tipos: esquemas orientados y no orientados.

### Partes de una alfombra

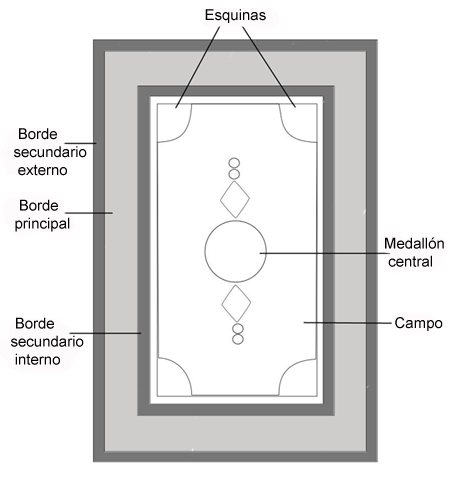
Las diferentes partes de una alfombra persa.

Las diferentes partes de una alfombra tienen los siguientes nombres:
- Bordes secundarios: pueden ser interiores o exteriores (respecto al borde principal) y son más o menos numerosos y más o menos estrechos. A veces, los bordes exteriores son de color liso.
- Borde principal: completa la ornamentación de la alfombra y proporciona un equilibrio al conjunto.
- Campo: está constituido por la parte interna de la alfombra, delimitada por los bordes del marco.
- Esquinas: las esquinas están formados por los ángulos del campo.
- Medallón central: Los medallones son de formas variadas: circular, ojival, en forma de estrella o poligonal. Pueden estar llenos de colgantes.

### Esquemas orientados
Se dibujan alrededor de un único eje de simetría e imponen un sentido a la alfombra, que sólo se puede mirar desde un único punto de vista. Las alfombras figurativas a menudo se conciben de esta manera. También es el caso de las alfombras de oración, que tienen un campo adornado con un arco o nicho llamado mihrab.

### Esquemas no orientados
Estas alfombras pueden mirarse desde cualquier punto de vista ya que sus dibujos no están orientados. La decoración consta o bien de motivos continuos, o bien de motivos parecidos repetidos hasta cubrir la totalidad del campo.

### Esquema de motivo centrado
Este tipo de alfombras también está diseñado para ser mirado desde cualquier posición, pero su composición posee un elemento central dominante alrededor del cual se encuentran los motivos secundarios.

## Decoración

### Alfombras con decoraciones geométricas

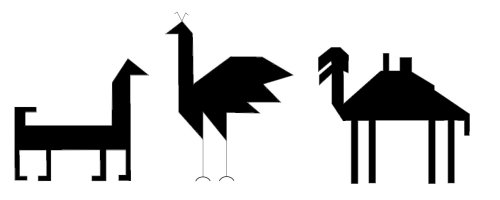
Motivos animales de inspiración geométrica: de izda. a dcha.: Perro, gallo, camello.

Representan el gusto particular de un artesano o las tradiciones de una tribu.

Estas alfombras están decoradas con elementos lineales (líneas verticales, horizontales y oblicuas). El dibujo es muy simple y a menudo está formado por la repetición de un mismo motivo. Los dibujos geométricos se encuentran generalmente en las alfombras de los nómadas, de las pequeñas ciudades de Anatolia y del Cáucaso. Los motivos geométricos se han transmitido de generación en generación, es fácil para el ojo experto reconocer la tribu de donde provienen.

### Alfombras con dibujos curvilíneos o florales
Son el resultado de una evolución que ha seguido la del arte islámico, al que pertenecen.
Las primeras alfombras con diseños florales se crearon en la época de los Safavidas, y más concretamente a partir del Sah Tahmasp (1523-1576), para satisfacer los gustos de los Safavidas. La diferencia entre las alfombras de los nómadas y las florales se debe al papel del « maestro » (ostad). Él es quien dibuja el cartón que será reproducido por los anudadores. Los dibujos de las alfombras de los nómadas se transmiten por la tradición.

### Motivos
(Véase artículo Motivos decorativos del arte persa)

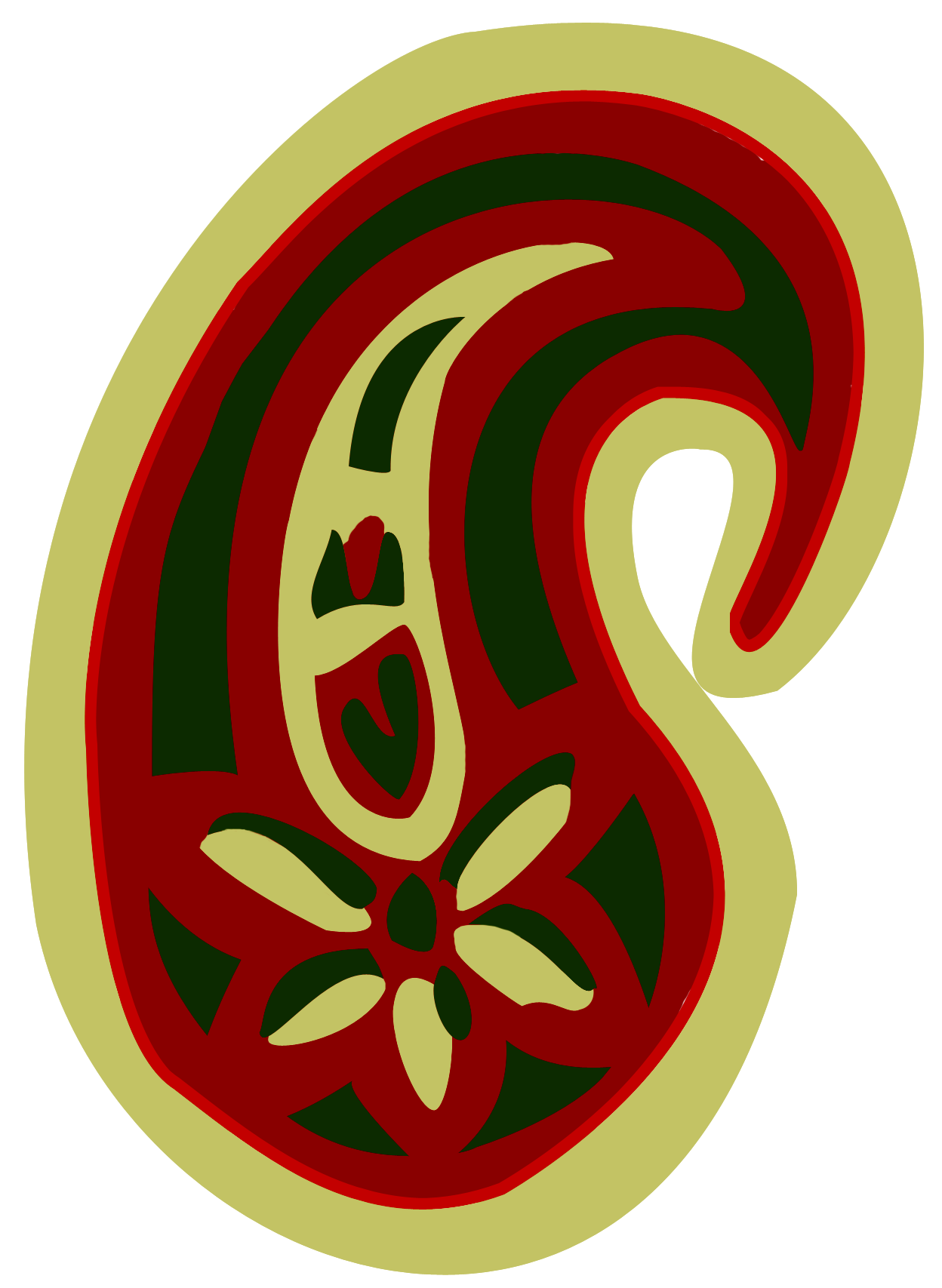
El Boteh, uno de los motivos más conocidos empleados en Persia.

Los motivos de campo son un dibujo repetido hasta invadir toda la superficie del campo. Los más conocidos son los siguientes:
- el boteh: dibujo en forma de almendra o, para algunos, de ciprés. Es el más conocido de los motivos empleados en Persia.
- el gol: palabra persa que significa « flor ». Es de forma octogonal.
- el hérati: motivo compuesto de un rosetón central encerrado en un rombo. Los vértices del rombo están rematados con rosetones más pequeños.
- el joshagan: formado por una sucesión de rombos adornados con flores estilizadas.
- el Kharshiang: en persa, « cangrejo ». Motivo inventado bajo el reinado del Sah Abbas.
- el minah khani: motivo que evoca un campo de flores. Consta de cuatro flores dispuestas de manera que conforman un rombo y de una flor más pequeña en el centro.
- el zil-e sultan: formado por dos jarrones superpuestos adornados con rosas y ramas floridas. A veces, hay pájaros posados en el jarrón. Su origen es relativamente reciente (siglo XIX).
- Chah Abbasi: bajo este nombre se agrupan toda una serie de dibujos inventados durante el reinado del Sah Abbas. Se trata de decoraciones a base de flores, inspiradas en la flor de lis.

Los motivos del borde son los que adornan las bandas laterales de la alfombra. Los más conocidos son los siguientes:
- el hérati de borde: son diferentes de los hérati de campo. Se componen de una alternancia de rosetones y de flores, y de ramos floridos.
- el boteh de borde: parecido al boteh de campo.
- el borde cúfico: lleva este nombre debido a su parecido con el estilo de escritura del mismo nombre. Siempre son de color blanco.
- el borde de hojas dentadas: formado por una sucesión de hojas dentadas, dispuestas en biés.

Los motivos de ornamentación son dibujos destinados a completar la decoración del campo y el borde. Encontramos los motivos siguientes:
- la estrella de ocho puntas
- el rosetón
- la esvástica
- la cruz griega
- el motivo llamado perro que corre.

Las inscripciones y las fechas aparecen en los bordes de ciertas alfombras y son inscripciones diversas: versículos del Corán, versos, dedicatorias, fecha de fabricación, mención del lugar de producción…

### Símbolos y significado
La alfombra siempre ha cumplido en Oriente una doble función, práctica y simbólica, cuyo sentido en la actualidad se pierde a veces. Constituye un espacio mágico donde los bordes representan los elementos terrestres erigidos en defensores del campo, habitado por la esfera del universo y de lo divino
Una de las decoraciones más comunes es el árbol, árbol de la vida, que representa la fertilidad, la continuidad, y sirve de enlace entre el subsuelo, la tierra y lo divino. Este motivo ampliamente preislámico se representa a menudo en las alfombras de oración persas.
Las nubes, que bajo una forma muy estilizada pueden convertirse en tréboles, simbolizan la comunicación con lo divino y la protección divina.
El medallón central representa al sol, lo divino, lo sobrenatural. En algunas alfombras, las esquinas repiten los motivos del medallón central; estos cuatro elementos toman entonces el significado de puertas de aproximación y de protección del centro divino.
El jardín, asociado al paraíso (la palabra deriva en efecto del persa antiguo pairideieza que significa « jardín », « cercado », que ha dado pardis en persa) da lugar a un tipo de composición que aparece a partir del siglo XVII en Persia que imita los jardines de los sah, divididos en parcelas rectangulares o cuadradas por alamedas y canales de irrigación (chahar bagh).
También pueden encontrarse alfombras de tema cinegético: la caza es una actividad apreciada por los Sah, que requiere maña, fuerza y conocimiento de la naturaleza. Este tema también está asociado al paraíso y a las actividades espirituales, puesto que la caza se desarrolla a menudo en una naturaleza que puede evocar los jardines del paraíso. La alfombra de Mantes, fechada en la segunda mitad del siglo XVI y conservada en el museo del Louvre es un buen ejemplo.

## Centros tradicionales de producción de alfombras en Irán (Persia)
Los centros de producción clásicos más importantes de Persia estaban situados en Tabriz (1500-1550), Kashan (1525-1650), Herat (1525-1650) y Kermán (1600-1650). 
La mayoría de las alfombras originarias de Tabriz tienen un medallón central y cuartos de medallón en las esquinas recubriendo una ornamentación hecha de un campo de vides entrelazadas, a veces reforzadas por cazadores a caballo, animales solos o escenas de combates entre animales. Las obras de Tabriz más conocidas son probablemente las alfombras gemelas de Ardabil (conservadas hoy en día en las colecciones del Museo de Victoria y Alberto, en Londres, y del Museo de Arte del Condado de Los Ángeles). 
Kashan es conocido por sus alfombras de seda. Las obras más famosas son las tres alfombras de seda que representan escenas de caza con cazadores a caballo y sus presas, que son verdaderas obras maestras, conservadas en las colecciones del Museo de Artes Aplicadas de Viena (o MAK), en el Museo de Bellas Artes de Boston, y en el Museo de Estocolmo. Las alfombras de Kashan se cuentan entre las más buscadas. Por ejemplo, en 1969 se vendió en Alemania una alfombra por 20.000 dólares estadounidenses.
Las alfombras de Herat, o las de dibujo similar creadas en Lahore (Pakistán) y Agra (India), son las más numerosas en las colecciones occidentales. Se caracterizan por un campo rojo de cepas de vid entrelazadas y arbolillos verde oscuro o bordes azules.
May Beattie definió siete clases de alfombras de Kermán. Ella identificó su estructura única y la denominó « técnica del jarrón ». Los tipos de alfombra en este grupo incluyen las alfombras con jardín (adornadas con jardines formales y canales de agua corriente) y las alfombras con enrejados ovalados. Un ejemplo muy conocido y perfecto de este último tipo fue adquirido por el Museo de Victoria y Alberto siguiendo los consejos de William Morris. La influencia de las alfombras persas es manifiesta en los dibujos de estas alfombras.

### Tipos de alfombras
Los vendedores de alfombras han desarrollado una clasificación de alfombras persas basada en el dibujo, el tipo de fabricación y la técnica de tejido. Las categorías se han nombrado a partir de las ciudades y regiones asociadas a cada tipo de motivo. La lista siguiente presenta los principales tipos de alfombra persa:
| - Abadeh - Ardabil - Bakhtiari - Baluch - Bijar - Feraghan | - Hamedan - Heriz - Isfahán - Joshaghan - Kashan - Kermán | - Lorestán - Mashhad - Meshkin - Nain - Sarab - Saraband | - Saruk - Senneh - Shiraz - Qom - Tabriz - Teherán | - Veramin - Yazd |

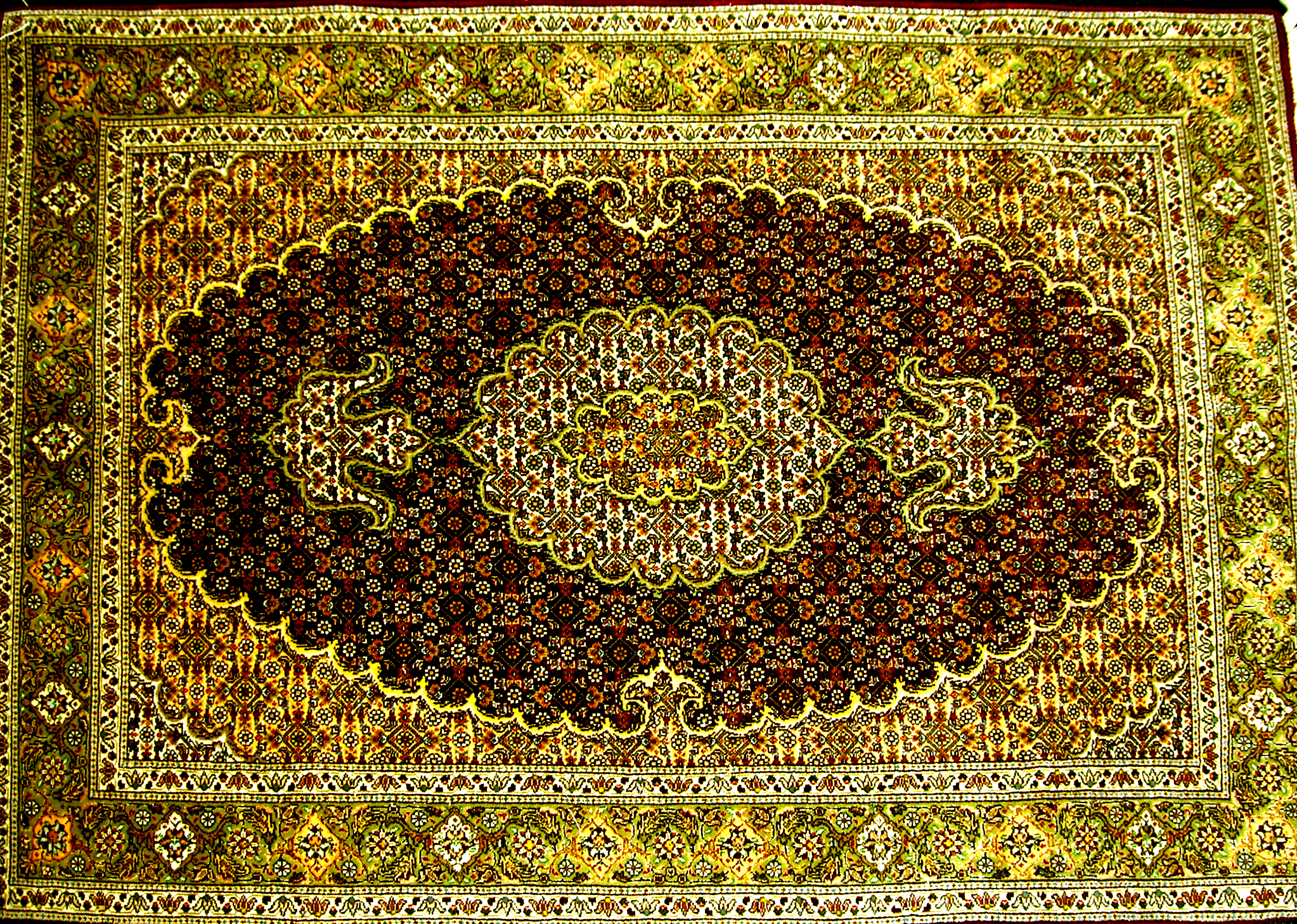
Alfombra de Tabriz
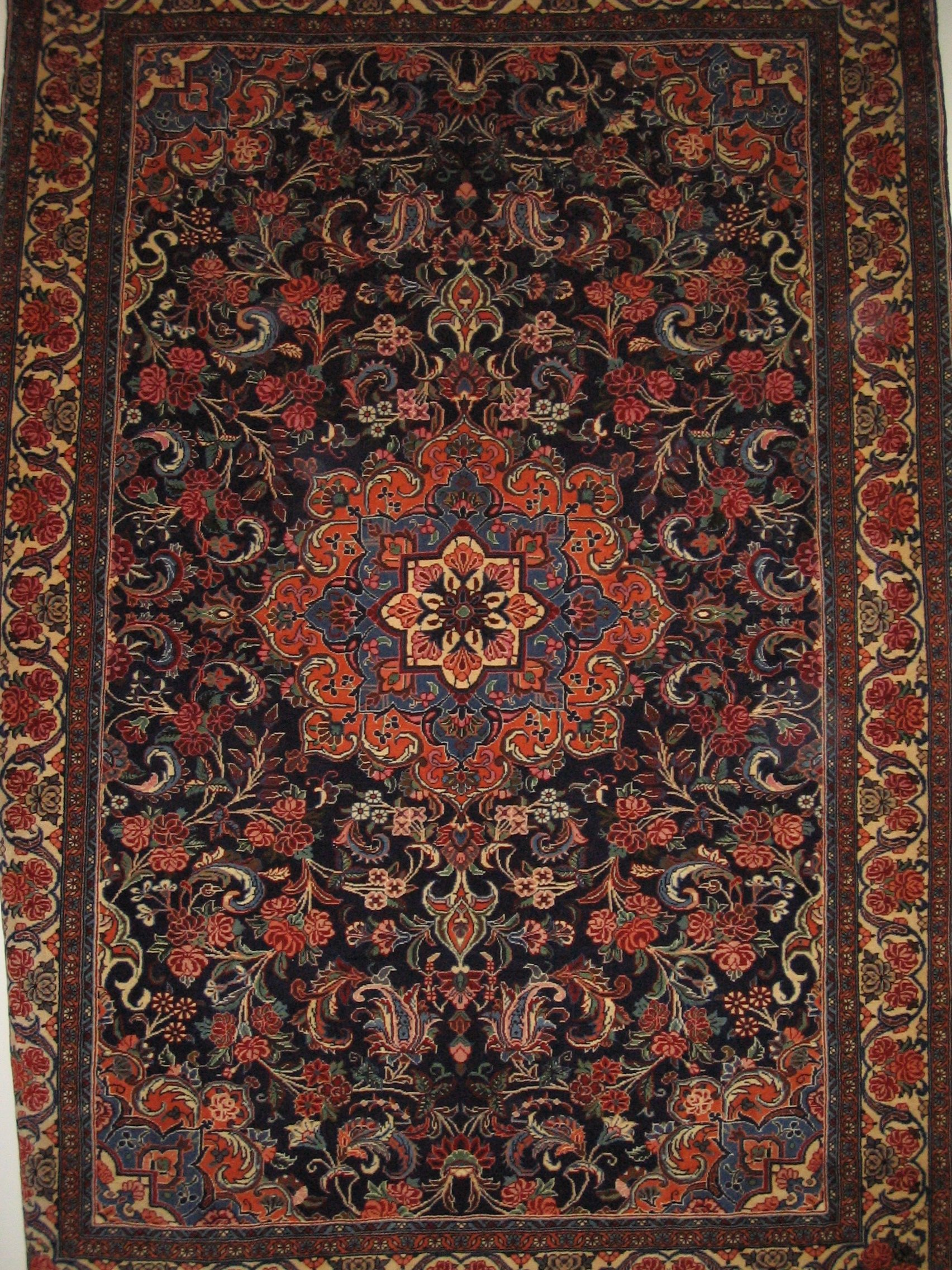
Alfombra de Kashan
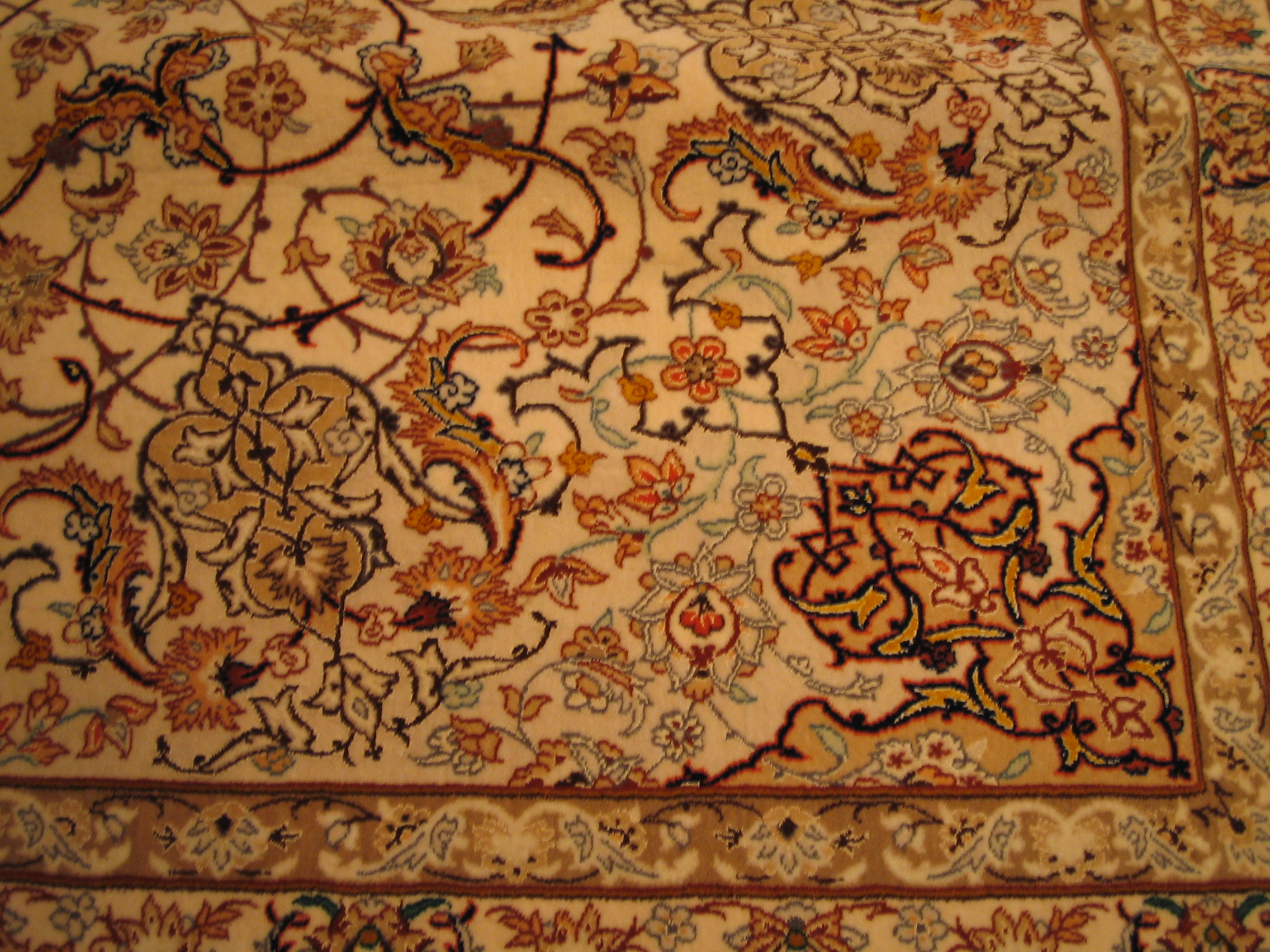
Detalle del campo de una alfombra de Isfahán
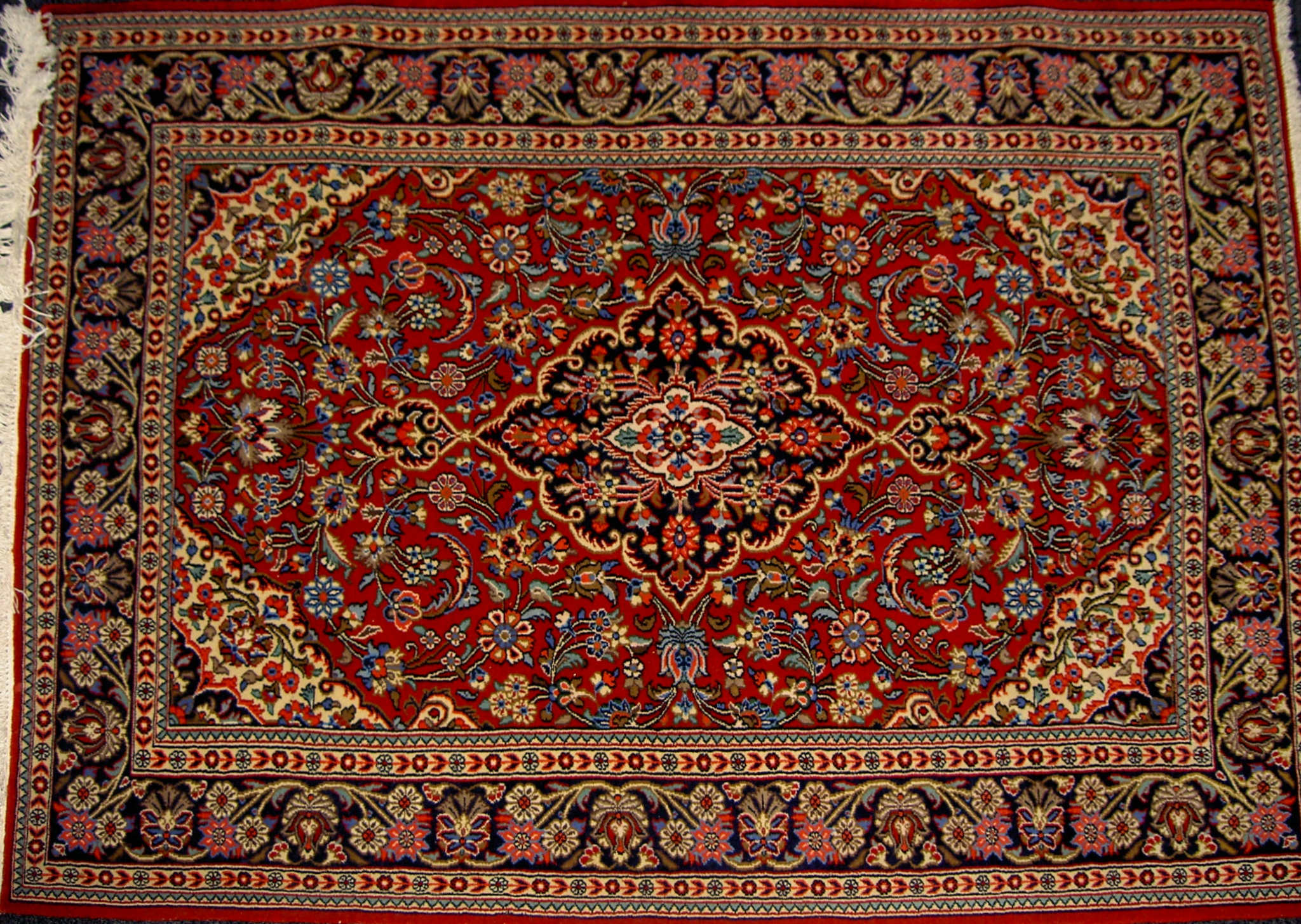
Alfombra de Qom